# Лысёнок, Игорь Геронтьевич
Игорь Геронтьевич Лысёнок (р. 16.08.1963) — российский математик, доктор физико-математических наук.
Победитель Всесоюзной олимпиады по математике 1978 и 1979 годов.
Окончил МГУ и аспирантуру, в 1989 г. защитил кандидатскую диссертацию (руководитель — Сергей Адян).
С 1985 г. работает в Математическом институте им. Стеклова, в настоящее время ведущий научный сотрудник отдела математической логики. Также профессор Стивенсовского института технологии (Stevens Institute of Technology).
Область научных интересов — комбинаторная и геометрическая теория групп.
Доктор физико-математических наук (1997), тема диссертации: Периодические группы четной экспоненты и проблема Бернсайда.
Лауреат Премии Московского математического общества 1990 года.
Полный список публикаций: Лысёнок Игорь Геронтьевич (полный список публикаций)